# إيفان بروير
إيفان بروير (بالإنجليزية: Evan Brewer)‏ هو موسيقي أمريكي، ولد في 23 سبتمبر 1981 في ناشفيل في الولايات المتحدة.

## وصلات خارجية
- إيفان بروير على موقع ميوزك برينز (الإنجليزية)
- إيفان بروير على موقع ديسكوغز (الإنجليزية)